# バシキール人
バシキール人・バシュキール人（bashqorts）は、主としてロシア連邦のバシコルトスタン共和国に居住するテュルク系民族。自称はバシコルト（バシュクルト）。1989年のデータで、ソ連領内に144万9千人が居住していた。
人種は、モンゴロイドをベースとするもコーカソイドの血もかなり混じっている。言語は、テュルク諸語の北西語群（キプチャク語群）に属するバシキール語。主要宗教はイスラム教スンニー派である。

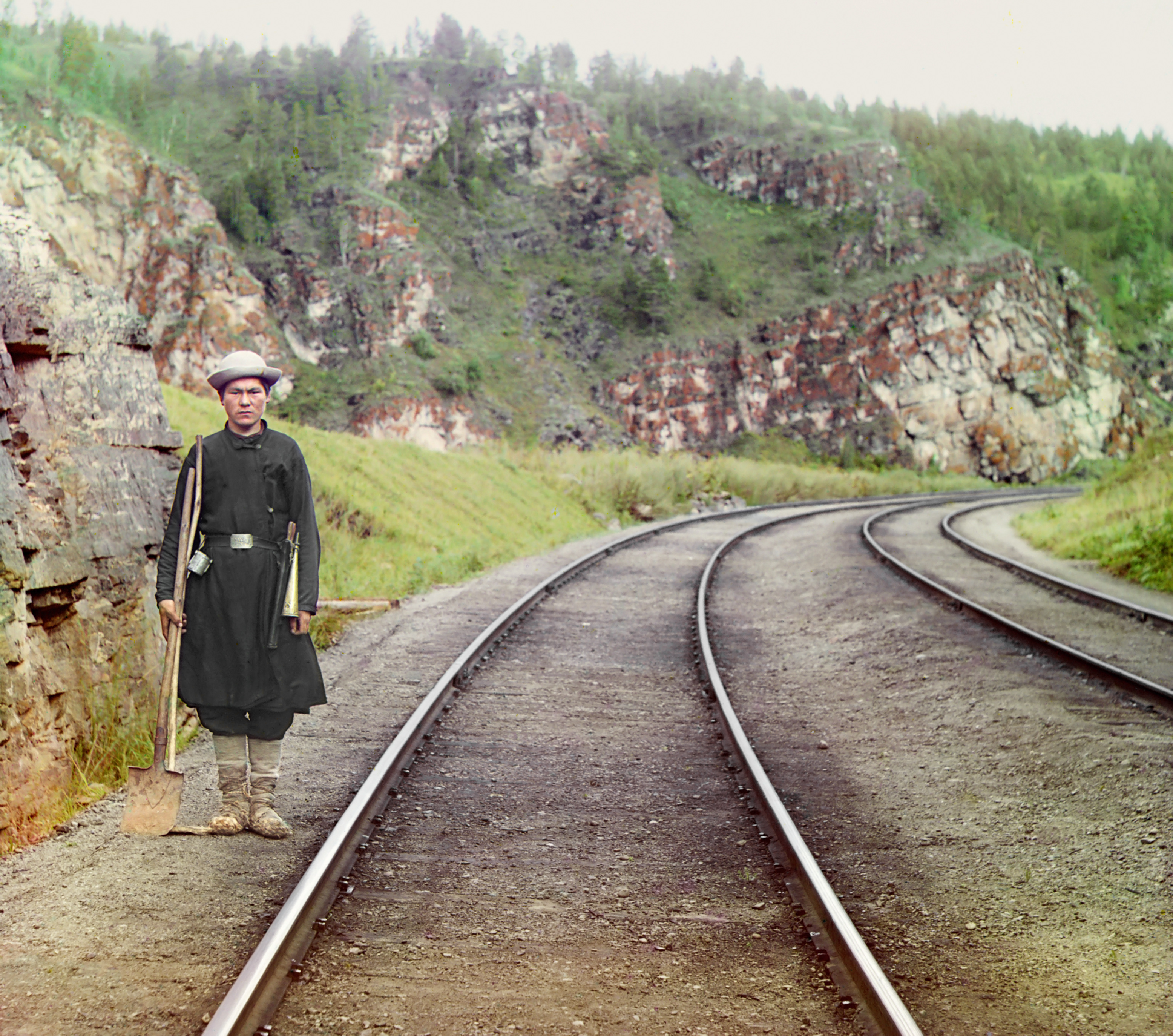
1910年ごろのウラル山中のシベリア鉄道におけるバシキール人の転轍手。セルゲイ・プロクジン＝ゴルスキー撮影のカラー写真で世界最古の1枚

## 名称
ミハイル・アルタモノフは、バシキール人はもともとスキタイの一部族「Bušxk'」であり、紀元前1000年紀にテュルク族の西進に際してテュルク語に言語交替したものと推測した。いっぽうバシュキールの名は10世紀のアラブ資料に現れ、「マジャガル」という表記もみられる（イブン・ルステ）ことから、ソ連のS.トカレフ（1958年）は西遷しなかったマジャル人がマジャル→マジャガル→バジャガル→バシュクルトと名称を変えていったと考えた。

## 歴史
7世紀～8世紀、バシキール人の祖先は、遊牧国家ペチェニェグの構成遊牧民の一部として統合されており、カスピ海沿岸及び北カフカーズのステップに居住していた。
9世紀～10世紀、南シベリア、中央アジアのテュルク系諸民族（マジャル人、オノグル・ブルガル人、ペチェニェグ人、ペルミ・ウグル人）は、バシコルト連合に統合された。
アッバース朝以降に著された地理書などのアラビア語資料ではバーシュギルド باشغرد Bāshghird として現れる。922年にアッバース朝カリフ・ムクタディルが現在のカザン周辺を支配していたブルガール・カガン国へ使節を派遣し、その使節に随伴したイブン・ファドラーン（家島彦一訳注『ヴォルガ・ブルガール旅行記』　平凡社東洋文庫、2009年9月）が旅程を記録している。バシキール人たちの居住地域はこのブルガール・カガン国に隣接していたようである。イブン＝ファドラーンの報告によれば、バシキール人中において、夏や冬、風雨、樹木、ウマ、水、昼夜、天地などに神が宿り、中でも天の神（恐らくテングリ）が最高であると認識されていたようで、イスラム教よりもシャーマニズムが優勢だったことを指摘した。
11世紀～13世紀、バシキール人のオグズ系とキプチャク系の2派への分化が認められた。1236年頃にバトゥ率いるモンゴル帝国の西方遠征軍によってヴォルガ川流域のブルガール地方を征服し、これらの地域はジョチ・ウルスに併合された。『集史』などの13、14世紀のペルシア語、アラビア語文献では「バーシュギルド」をヴォルガ流域地域とは別に、ポーランド王国やハンガリー王国を指す場合もあった。
14世紀後半、ジョチ王家宗主の一族であるバトゥ家の断絶などに伴い、トカ・テムル家系やシバン家系などジョチ王家の傍流の勢力が台頭し、残余の傍系王族間の主導権争いの結果、ジョチ・ウルスは中央政権による統一を失って事実上分裂・崩壊した。15世紀前半、これらのトカ・テムル家系などの諸王家はカザン・ハン国の北西部、西シベリア・ハン国の北東部、ノガイ・オルダの南部及び中央部に3分された。
ロシアによるカザン・ハン国の征服（1552年のカザン包囲戦、en:Kazan Rebellion of 1552–1556）と併合（1557年）後、1662年～1664年（バシキールの蜂起 (1662年-1664年)）、1675年～1683年（バシキールの蜂起 (1681年-1684年)）、1705年～1711年（バシキールの蜂起 (1704年-1711年)）、1735年～1740年（バシキールの蜂起 (1735年-1740年)）、1755年（バシキールの蜂起 (1755年-1756年)）に5度の反露蜂起が起きた。17世紀～18世紀、カルムイク人の一部と中央アジアのサルト人の一部がバシキール人中に同化した。

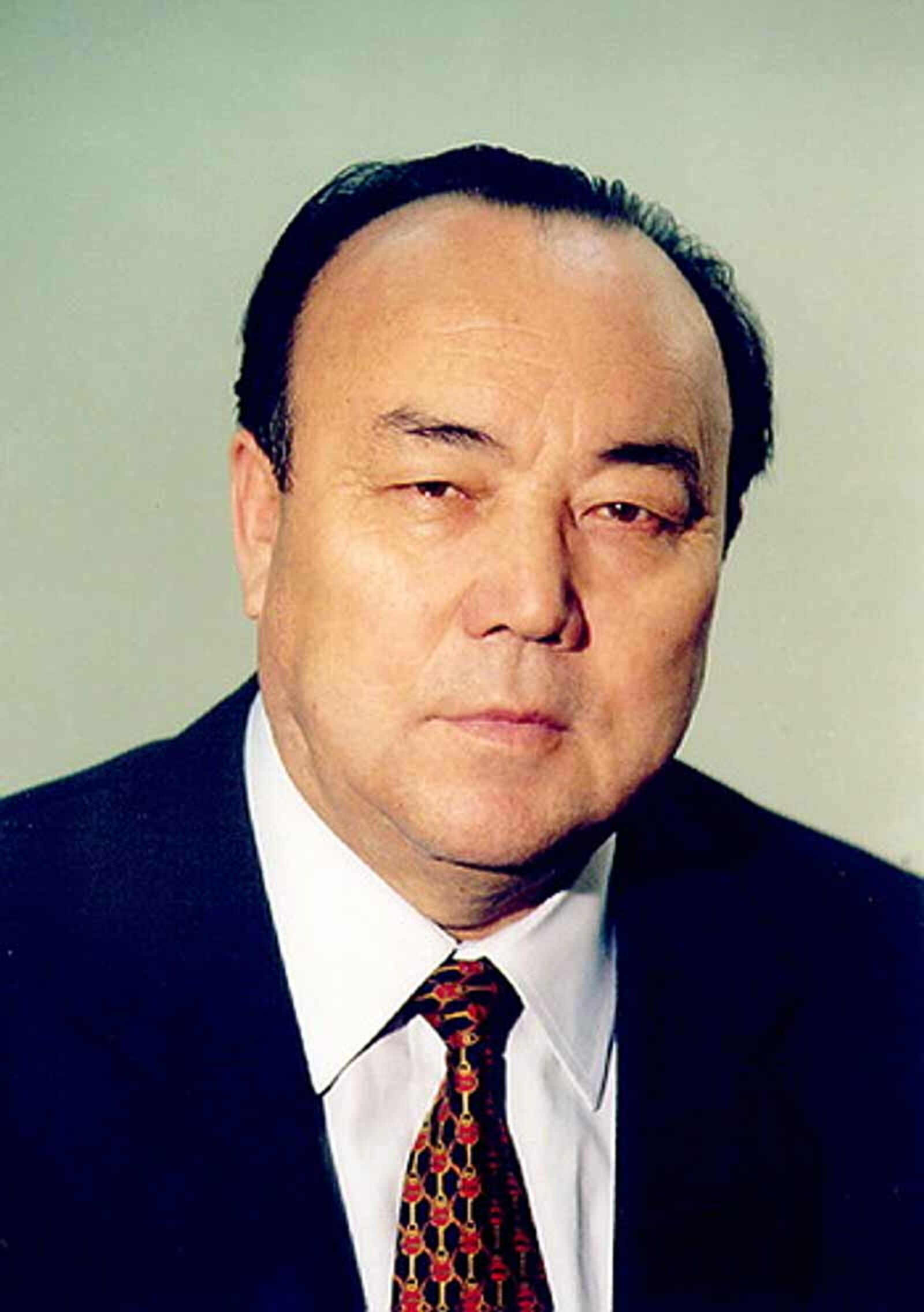
バシコルトスタン共和国の大統領を務めたモルタザ・ラヒモフ

1834年、バシキールの蜂起 (1834年-1835年)。
1864年のロシアによるトルキスタン併合（トルキスタン総督府）後は、タタール人（現地のテュルク系民族）の通訳の役割で統治機構に組み入れられた。
1917年のロシア革命の際にイデル＝ウラル国を建国し、アフメト・ゼキ・ヴェリディら、バシキール人民族主義者らによりバシキール人の独立運動が行われ、シベリア出兵では独立運動「バスマチ蜂起」を起こしコルチャークの白軍とも連携したが、ソビエト政権の攻撃により解体された。
1937年、ロシアの構成下でバシキール自治ソビエト社会主義共和国憲法が採択された。バシキール自治ソビエト社会主義共和国は、ヴォルガ川中流とウラル山脈の間に位置する。
1990年10月、バシキリアは、主権国家バシコルトスタンを宣言したが、ソビエト連邦の解体に伴い、1992年3月31日よりロシア連邦の構成共和国・バシコルトスタン共和国となった。

## 言語系統
現在の言語は、テュルク諸語の北西語群（キプチャク語群）に属するバシキール語であるが、もともとはこの地域に居住していたフィン・ウゴル系が母体となっている。ウィリアム・ルブルックの旅行記には「バスカトゥル人」という名で記され、「バスカルトゥル人はハンガリー人と同じ言葉を使い、牧人生活をしていて都市は一つも持たず、その領域は西方で大ブルガリアにつづいてます」、「のちにハンガリー人として知られるに至ったフン人は、このバスカルトゥル人の地域からやって来ました」と記している。このように初めフィン・ウゴル系であるハンガリー語を使用していたバシキール人は7世紀以降、東からやってきたオグズ、ペチェネグ、ヴォルガ・ブルガール、キプチャクなどのテュルク系民族の影響を受けて次第にテュルク化していき、13世紀のジョチ・ウルス支配下で完全にテュルク系に変化した。

## 人種・遺伝子
バシキール人はモンゴロイドをベースとしているが、コーカソイドも濃厚に混じっている。遺伝子はハプログループR1b (Y染色体)を47.6%の高頻度で持つ（このタイプは西ヨーロッパに多い）。次いで、ハプログループR1a (Y染色体)が26.5%、ハプログループN1c (Y染色体)が17%となっている。その他にテュルク系の遺伝子であるハプログループC2 (Y染色体)が低頻度で見られる。

## 文化
- ウラル･バトゥル（英語版） (Урал батыр эпосы)
- バシキール人の民族衣装（ロシア語版）